# Richard Biggs

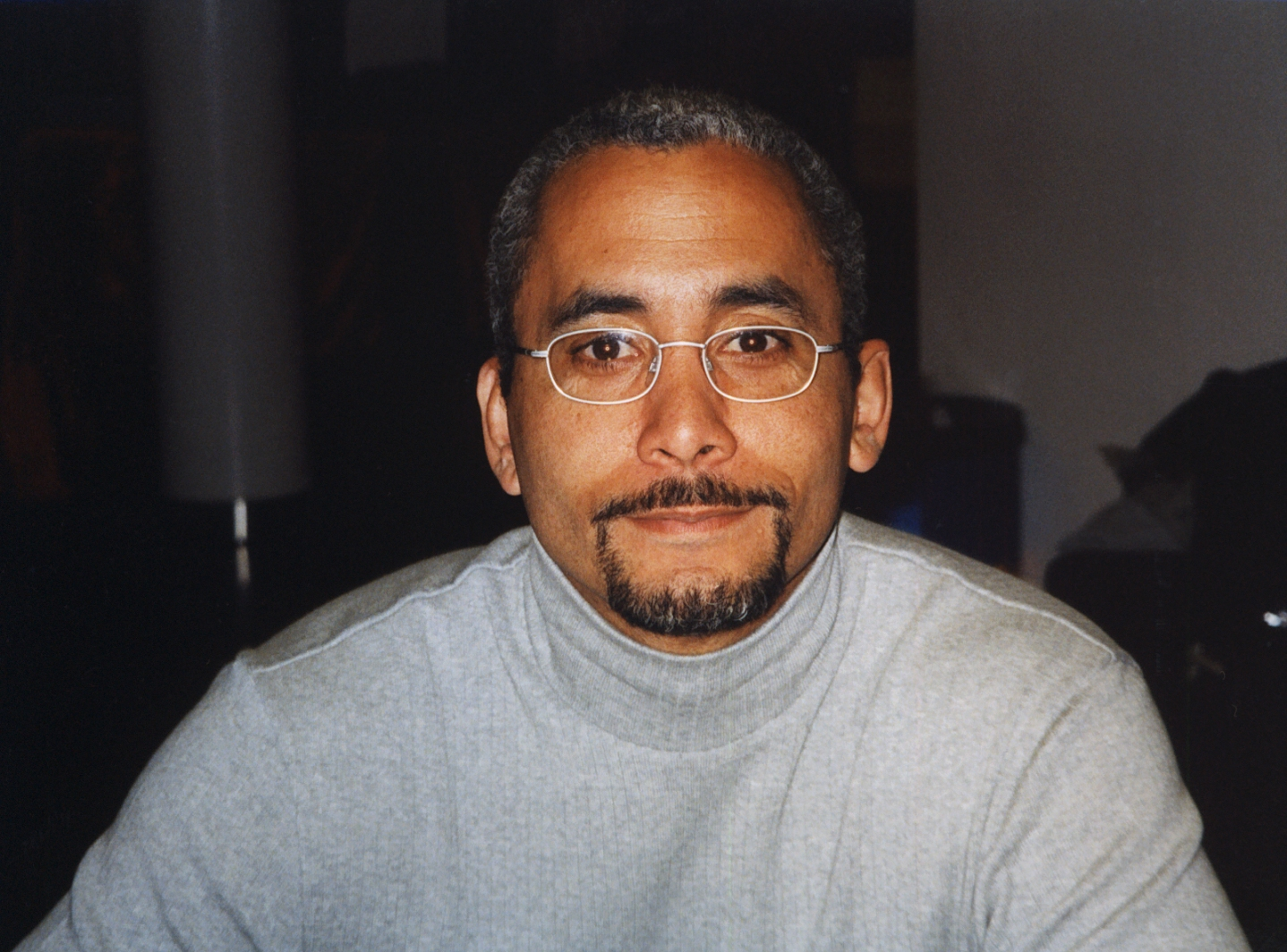
Richard Biggs (2000)

Richard Biggs (* 18. März 1960 in Columbus, Ohio; † 22. Mai 2004 in Burbank, Kalifornien) war ein US-amerikanischer Schauspieler.

## Leben
Auf der Highschool begann Biggs sich für das Schauspielen zu interessieren und gewann ein Stipendium für die USC School of Theatre an der University of Southern California. Dort studierte er Darstellende Kunst. Er lehrte an verschiedenen Schulen das Schauspiel und entwickelte seinen eigenen Lehrplan.
Seit seiner Kindheit litt Biggs unter Hörproblemen. Auf einem Ohr vollständig taub und auf dem anderen teilweise, lernte er als Erwachsener Gebärdensprache, da er damit rechnete, sein Gehör vollständig zu verlieren. Während seiner Karriere als Schauspieler unterstützte er verschiedene Schulen für Hörgeschädigte und nahm an mehreren entsprechenden Benefizveranstaltungen teil.
Seine bekanntesten Rollen waren die des Dr. Stephen Franklin in Babylon 5 und des Dr. Marcus Hunter in Zeit der Sehnsucht.
Am 22. Mai 2004 kollabierte Biggs in seiner Wohnung im San Fernando Valley und starb kurz darauf im Providence Saint Joseph Medical Center in Burbank an einer Aortendissektion. Er hinterließ eine Ehefrau und zwei Söhne.

## Filmografie (Auswahl)
- 1985: T.J. Hooker (Fernsehserie, eine Folge)
- 1986: A Fighting Choice
- 1986: Twilight Zone (Fernsehserie, eine Folge)
- 1987: Bobo (Walk Like a Man)
- 1987–1992: Zeit der Sehnsucht (Days of Our Lives, Fernsehserie)
- 1988: Nacht der Entscheidung – Miracle Mile (Miracle Mile)
- 1992: One Stormy Night (Fernsehfilm)
- 1993–1997: Babylon 5 (Fernsehserie)
- 1995: Das Alien in Dir (The Alien Within, Fernsehfilm)
- 1998: Babylon 5: Der erste Schritt (Babylon 5: In the Beginning, Fernsehfilm)
- 1998: Babylon 5: Das Tor zur 3. Dimension (Babylon 5: Thirdspace, Fernsehfilm)
- 1998: Babylon 5: Der Fluss der Seelen (Babylon 5: The River of Souls, Fernsehfilm)
- 1998: Forever Love (Fernsehfilm)
- 1998: Diagnose: Mord (Diagnosis Murder, Fernsehserie, eine Folge)
- 1998: Alabama Dreams (Fernsehserie, eine Folge)
- 1999: Crusade (Fernsehserie, eine Folge)
- 1999: Beverly Hills 90210 (Fernsehserie, eine Folge)
- 2000: V.I.P. – Die Bodyguards (V.I.P., Fernsehserie, eine Folge)
- 2001: Deadly Blaze (Ablaze)
- 2001–2002: Springfield Story (Guiding Light, Fernsehserie, 2 Folgen)
- 2002: Ein Hauch von Himmel (Touched By An Angel, Fernsehserie, eine Folge)
- 2002–2004: Strong Medicine: Zwei Ärztinnen wie Feuer und Eis (Strong Medicine, Fernsehserie, 15 Folgen)
- 2002: JAG – Im Auftrag der Ehre (JAG, Fernsehserie, eine Folge)
- 2002: CSI: Den Tätern auf der Spur (CSI: Crime Scene Investigation, Fernsehserie, eine Folge)
- 2003: Tremors (Fernsehserie, 2 Folgen)
- 2003: Emergency Room – Die Notaufnahme (ER, Fernsehserie, eine Folge)
- 2003: New York Cops – NYPD Blue (NYPD Blue, Fernsehserie, eine Folge)
- 2004: Dawn Of The Dead
- 2004: Crossing Jordan – Pathologin mit Profil (Crossing Jordan, Fernsehserie, eine Folge)
- 2004: The Biggs And Carter Experience (auch Autor und Produzent)
- 2004: Drake & Josh (Fernsehserie, Folge 2x12)